# Vol Downeast Airlines 46
Le 30 mai 1979, un De Havilland Canada DHC-6 Twin Otter effectuant le vol Downeast Airlines 46, un vol régional régulier exploité par Downeast Airlines (en), entre l'aéroport international Logan de Boston, au Massachusetts, et Rockland, dans le Maine, s'est écrasé lors de l'approche finale à l'aéroport régional de Knox County (en), situé à Rockland. On dénombre 17 morts parmi les 18 occupants de l'avion; ainsi qu'un seul survivant, John McCafferty (16 ans), parmi les 16 passagers présent à bord.
La cause de l'accident est l'échec de l'équipage à arrêter la descente de l'avion en dessous de l'altitude minimale de descente (MDA), lors d'une approche de non-précision à Rockland, conduisant à un impact sans perte de contrôle (CFIT). L'enquête a également identifié la culture d'entreprise de la compagnie aérienne comme étant un facteur contributif de cet accident.

## Accident

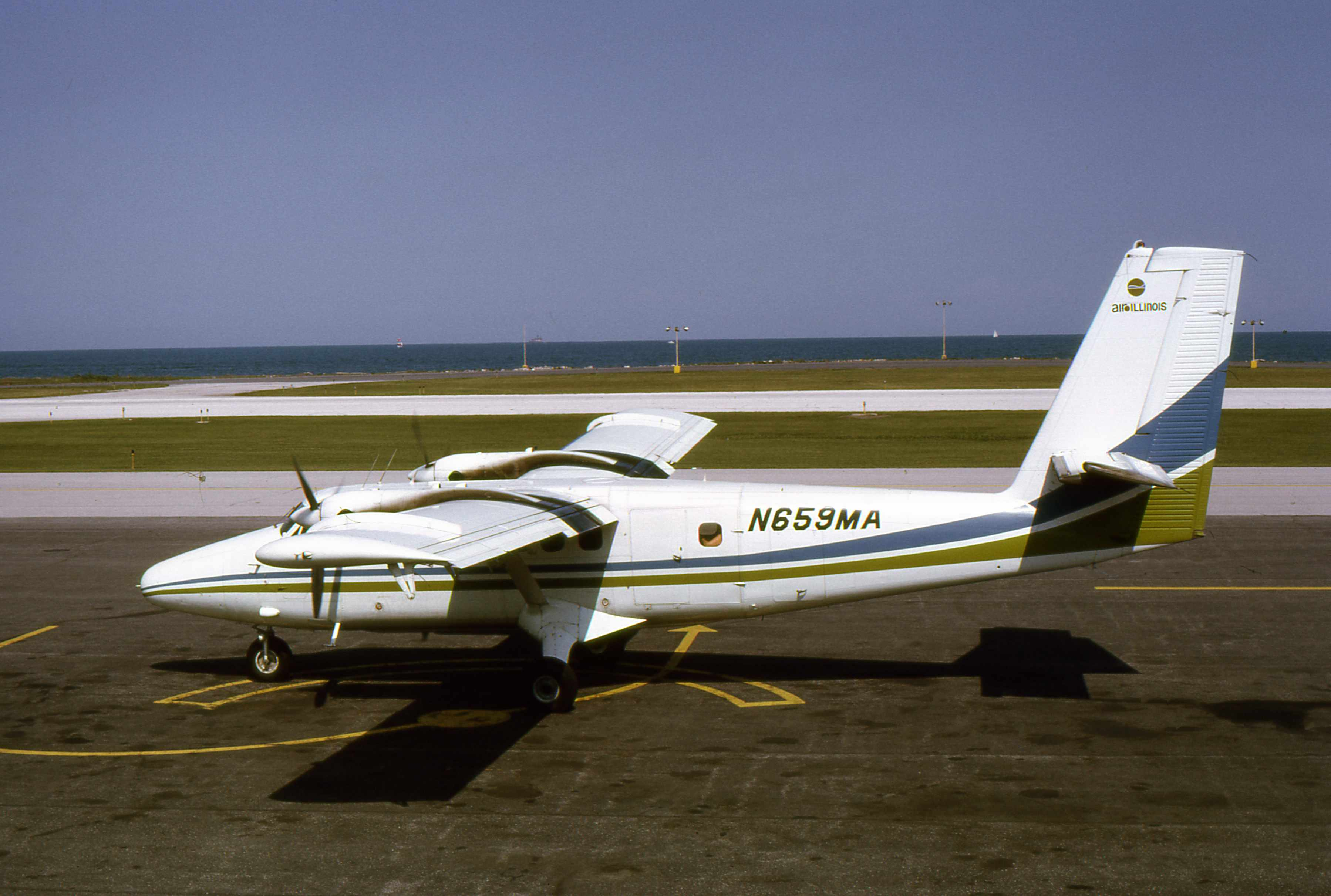
Le Twin Otter impliqué dans l'accident, alors qu'il opérait encore pour, photographié en août 1973.

Le vol 46, assuré par un De Havilland Canada DHC-6-200 Twin Otter, un bimoteur à turbopropulseur immatriculé N68DE, a décollé de Boston avec un retard de 65 minutes, en raison de conditions météorologiques défavorables rencontrées lors du vol précédent ce jour-là. 
Vers 20h30, l'équipage, composé du commandant James Merryman (35 ans) et du copilote George Hines (39 ans), a demandé des informations sur les conditions météorologiques sur Rockland et sur plusieurs aéroports de déroutement. On informe alors les pilotes de la présence d'un plafond nuageux à une altitude de 300 pieds (91 m), ainsi que d'un épais brouillard, réduisant la visibilité à 1,2 km. 
Le contrôle d'approche de la base aéronavale de Brunswick (en) a alors autorisé le vol à descendre à 3000 pieds (914 m). À 20h42, le vol 46 a été autorisé à effectuer une approche de la piste 03 de Richmond. La dernière transmission radio a eu lieu lorsque l'équipage a signalé le début de la phase d'approche, à partir de la balise non directionnelle (NDB) à Spruce Head (en). 
Le Twin Otter a ensuite heurté des arbres à 80 pieds (24 m) au-dessus du sol avec son aile gauche, et a continué à s'enfoncer dans les arbres avant de s'immobiliser au sol, coucher sur le flanc gauche, à 1931 m au sud-sud-ouest du seuil de la piste 03, et à une centaine de mètres du point d'impact initial.

## Enquête
L'enquête du Conseil national de la sécurité des transports (NTSB) révèle que la cause principale de l'accident est le fait que, pour des raisons inconnues, les pilotes n'ont jamais interrompu la descente de l'avion à l'altitude minimale de descente, nécessaire pour effectuer une approche de non-précision sans avoir de contact visuel avec la piste. 
Bien que le NTSB n'ait pas été en mesure de déterminer de manière concluante la raison expliquant l'écart de l'équipage de par rapport aux procédures standards concernant le vol aux instruments (IFR), les enquêteurs estiment que des pressions excessives de la part de la direction de la compagnie aérienne, les compétences médiocre du copilote concernant le vol aux instruments, la supervision inadéquate du vol par le commandant de bord, la formation inadéquates de l'équipage concernant les procédures standards de vol et la fatigue chronique du commandant de bord ont tous été des facteurs contributifs dans l'accident.